# M.E. Time (Brooklyn Nine-Nine)
"M.E. Time" es el cuarto episodio de la primera temporada de la serie de televisión de comedia policiaca estadounidense Brooklyn Nine-Nine. Es el cuarto episodio general de la serie y está escrito por el coproductor Gil Ozeri y dirigido por Troy Miller. Se emitió en Fox en los Estados Unidos el 8 de octubre de 2013. Es el cuarto episodio que se transmite, pero es el sexto episodio que se produce.
El espectáculo gira en torno al ficticio precinto 99 del Departamento de Policía de Nueva York en Brooklyn. Jake (Andy Samberg) coquetea con una atractiva forense (Mary Elizabeth Ellis) en la escena del crimen y retrasa el informe de la autopsia, solo para descubrir que ella es más de lo que esperaba. Mientras tanto, el dibujante se enferma cuando Amy (Melissa Fumero) se encarga de un caso de robo de carteras, pero descubre que Jeffords (Terry Crews) tiene talentos artísticos ocultos. Amy intenta determinar por qué Holt (Andre Braugher) está de mal humor.

## Resumen
Terry (Terry Crews) asigna a Rosa (Stephanie Beatriz) y Jake como secundarios a una investigación en la que Boyle (Joe Lo Truglio) lidera como superior. Amy (Melissa Fumero) advierte que Jake no ha sido asignado como secundario en un tiempo debido a su ego y podría volverse rudo e incontrolable, debido a que siempre ha liderado un caso como superior.
En la investigación, Jake comienza a actuar como el detective superior, pidiendo información, dando órdenes, sacando conclusiones precipitadas e insertando frases ingeniosas y bromas al azar, para el descontento de Rosa. Rosa se enfrenta a Jake, aconsejándole que se contenga y deje que Boyle se haga cargo del caso, para frustración de Jake.
Mientras tanto, Amy se da cuenta de que Holt (Andre Braugher) está de un mal humor y que Rosa y Terry no notan, ya que Holt no muestra abiertamente ninguna expresión facial emotiva. Amy espera resolver más casos para animar a Holt y le pide a Terry que dibuje la descripción de un delincuente para una persona a la que le robaron el bolso. Holt todavía no se conmueve, a pesar de que el dibujo de Terry se vuelve exactamente idéntico al delincuente que estaban describiendo, lo que resulta en que el delincuente sea atrapado. Amy luego le pide a Terry que pinte una versión de la pintura de Holt, que Holt arrojó en el bote de basura. Su pintura es rechazada por Holt, quien afirma que para tener un lugar en la pared debe ganarlo.
La Dra. Rossi (Mary Elizabeth Ellis), la médica forense, entra en la escena del crimen y Jake coquetea con ella. Finalmente, cena con ella y duerme con ella esa noche, retrasando el informe de la autopsia para la investigación de Boyle. Al día siguiente, Jake les revela su aventura de una noche a Amy y Rosa, para su disgusto y preocupación, ya que Boyle estuvo trabajando toda la noche en el caso.
Después de que Holt presiona a Boyle para que complete la investigación, Jake regresa a la oficina del médico forense. Rosa y Boyle se dirigen a la oficina del médico forense para identificar qué está retrasando el informe de la autopsia, y descubren que Jake finalmente se acostó con el Dr. Rossi nuevamente. Al solicitar el informe de la autopsia rápidamente, Jake se ve obligado a ayudar al Dr. Rossi a diseccionar el cadáver, para su disgusto. Finalmente, descubren que el cadáver sí poseía veneno. Boyle luego arresta a la Sra. Patterson.
Amy finalmente anima a Holt al demostrar que los números de las estadísticas de delitos mensuales produjeron números "normales" y explica que fue una mejora significativa, ya que cuando el distrito por lo general recibe un capitán de reemplazo, las estadísticas de delitos empeoran. Luego, Holt recupera la pintura al óleo de Terry para llevársela a casa con su esposo.

## Recepción

### Espectadores
En su transmisión estadounidense original, "M.E. Time" fue visto por un estimado de 3.34 millones de espectadores domésticos y obtuvo una participación de 1.5 / 4 entre los adultos de 18 a 49 años, según Nielsen Media Research. Esta fue una leve disminución en la audiencia del episodio anterior, que fue visto por 3,43 millones de espectadores con un 1,4 / 4 en la demografía de 18 a 49 años. Esto significa que el 1,5 por ciento de todos los hogares con televisores vieron el episodio, mientras que el 4 por ciento de todos los hogares que veían televisión en ese momento lo vieron. Con estas calificaciones, Brooklyn Nine-Nine fue el segundo programa más visto en FOX durante la noche, superando a Dads y The Mindy Project, pero detrás de New Girl, cuarto en su franja horaria y undécimo por la noche en la demografía 18-49.

### Revisiones críticas
"M.E. Time" recibió críticas positivas de los críticos. Roth Cornet de IGN le dio al episodio un "bueno" 7.0 sobre 10 y escribió: "En general, el programa dio algunos pasos mientras Brooklyn Nine-Nine continúa encontrándose y definiéndose a sí mismo, aunque las bromas no fueron tan fuertes como esperamos. lo serán. 'ME Time' sirve como un ejemplo tanto de lo que está funcionando como de lo que necesita mejorar en la serie ".
Molly Eichel de The A.V. Club le dio al episodio una calificación de "B" y escribió: "'ME Time' es el primer episodio en el que los emparejamientos se cambian para que Holt y Peralta no funcionen juntos. También es el primer episodio en el que la historia B fue considerablemente más divertida que la trama principal. Es Díaz quien está demostrando ser el personaje más problemático, pero eso no significa que sea un mal personaje. En todo caso, es un cumplido ambiguo al programa. en su conjunto ". 
Alan Sepinwall de HitFix escribió: "El elenco de apoyo está tomando forma rápidamente, y aunque todavía tengo problemas con el personaje central, me hizo reír lo suficiente esta noche como para dejar que su idiotez innato se deslice". Aaron Channon de Paste dio el episodio. un 7.3 de 10 y escribió, "'ME Time' mostró un crecimiento continuo para los personajes fuera del cartel en Santiago, Díaz, Boyle y Jeffords (que revela su lado artístico), pero con el sacrificio de Jack y Liz de Brooklyn Nine-Nine en Holt y Peralta. A este problema se sumaba un déficit de humor en comparación con episodios anteriores. Dicho todo esto, es probable que esto sea solo un obstáculo en el camino para lo que seguirá siendo una serie agradable ".